# Czerwone sorgo
Czerwone sorgo (chiń. upr. 红高粱; chiń. trad. 紅高粱; pinyin Hóng gāoliáng) – chiński film dramatyczny z 1987 roku, stanowiący podwójny debiut: reżyserski Zhanga Yimou i aktorski Gong Li. Scenariusz oparto na powieści  Mo Yana Klan czerwonego sorga (红高粱家族).
Film został nagrodzony Złotym Niedźwiedziem na 38. MFF w Berlinie w 1988.

## Fabuła
Chiny – lata 20. i początek 30. XX wieku. Młoda dziewczyna zostaje sprzedana przez ojca staremu bogaczowi, choremu na trąd. Następnie uprowadza ją nosiciel lektyki, udający rozbójnika. Po jakimś czasie bohaterka zostaje właścicielką wytwórni wina sorgowego. Akcja filmu kończy się inwazją japońską na Chiny.

## Obsada
Źródło: The Internet Movie Database
- Gong Li – babcia
- Jiang Wen – dziadek
- Ten Rujun – wujek Luohan
- Ji Chunhua – bandyta
- Liu Ji – ojciec